# Bamberg County
Bamberg County är ett administrativt område i delstaten South Carolina, USA. År 2010 hade countyt 15 987 invånare. Den administrativa huvudorten (county seat) är Bamberg.

## Geografi
Enligt United States Census Bureau så har countyt en total area på 1 023 km². 1018 km² av den arean är land och 5 km² är vatten. 

### Angränsande countyn
- Orangeburg County, South Carolina - nord
- Dorchester County, South Carolina - öst
- Colleton County, South Carolina - sydöst
- Hampton County, South Carolina - syd
- Allendale County, South Carolina - sydväst
- Barnwell County, South Carolina - väst